# Sherman Williams (Boxer)
Sherman Williams (* 1. September 1972 in Freeport) ist ein bahamaischer Boxer im Schwergewicht.

## Profikarriere
Williams gab 1997 sein Debüt als Profiboxer und startete dabei mit zwei Niederlagen in den ersten drei Kämpfen 1997. Bis zu seinem ersten bedeutenden Titelkampf vergingen vier Jahre. Am 20. Mai 2001 unterlag er im Kampf um die NABF-Meisterschaft dem erfahrenen US-Amerikaner Obed Sullivan knapp durch Split Decision. Zwei Jahre später, am 2. September 2003, bekam er seine nächste Chance auf einen nordamerikanischen Meister-Gürtel, verlor jedoch erneut. Im Kampf um die IBF-eigene USBA-Meisterschaft unterlag er diesmal Tye Fields deutlich nach Punkten. Nur drei Monate später konnte er jedoch erstmals den karibischen WM-Gürtel der WBA erringen. Am 6. Dezember 2003 bezwang er Miguel Otero in der vierten Runde durch technischen KO. Zwei Jahre später gewann er auch den WBC-Gürtel für den karibischen Raum. Am 10. Dezember 2005 setzte er sich gegen Willie Perryman einstimmig nach Punkten durch.
Am 19. Januar 2007 wurde er interkontinentaler Meister der NBA, des USA-weiten Unterverbandes der WBA. Hierbei schlug er Ralph West in der dritten Runde KO. Am 22. November 2011 kämpfte er gegen den 49-jährigen Evander Holyfield um den weniger bedeutenden WBF-Gürtel. Dieser Kampf wurde allerdings nach drei Runden wegen eines schweren Kopfzusammenstoßes in der vorherigen Runde ohne Wertung abgebrochen. Seinen bislang größten Erfolg konnte Williams am 28. Juni 2012 verbuchen. Im Alter von inzwischen 38 Jahren entschied er den Kampf um die WBO-Gürtel für den jeweils asienpazifischen sowie chinesischen Raum gegen den erfahrenen Neuseeländer Chauncy Welliver nach zwölf Runden für sich.